# Artabotrys wrayi
Artabotrys wrayi är en kirimojaväxtart som beskrevs av George King. Artabotrys wrayi ingår i släktet Artabotrys och familjen kirimojaväxter. Inga underarter finns listade i Catalogue of Life.